# Szársomlyó
Szársomlyó är en bergstopp i Ungern.   Den ligger i provinsen Baranya, i den sydvästra delen av landet, 190 km söder om huvudstaden Budapest. Toppen på Szársomlyó är 442 meter över havet. Szársomlyó ingår i Villányi-hegység.
Terrängen runt Szársomlyó är huvudsakligen platt, men den allra närmaste omgivningen är kuperad. Szársomlyó är den högsta punkten i trakten. Runt Szársomlyó är det ganska tätbefolkat, med 90 invånare per kvadratkilometer. Närmaste större samhälle är Siklós, 8,8 km väster om Szársomlyó. Trakten runt Szársomlyó består till största delen av jordbruksmark.